# Magnus Erlingmark
Magnus Erlingmark (Jönköping, Suecia, 8 de julio de 1968) es un exfutbolista sueco, se desempeñaba como defensa. Fue internacional en los años 90 con la selección de fútbol de Suecia.

## Clubes
| Club         | País   | Año         | Partidos | Goles |
| BK Forward   | Suecia | 1985 - 1988 | 71       | 10    |
| Örebro SK    | Suecia | 1989 - 1992 | 102      | 11    |
| IFK Göteborg | Suecia | 1993 - 2004 | 278      | 42    |
| BK Häcken    | Suecia | 2005        | ¿?       | ¿?    |

- Datos: Q722169